# Rantanplan : La Mascotte (jeu vidéo)
 (août 2025).
Si vous disposez d'ouvrages ou d'articles de référence ou si vous connaissez des sites web de qualité traitant du thème abordé ici, merci de compléter l'article en donnant les références utiles à sa vérifiabilité et en les liant à la section « Notes et références ».
Rantanplan : La Mascotte est un jeu vidéo d'aventure développé et édité par Coktel Vision, sorti en 1988 sur Amstrad CPC, Atari ST et Thomson. Il est adapté du premier tome de la  bande dessinée Rantanplan.